# Achille Devéria
Achille Devéria (ur. 6 lutego 1800 w Paryżu, zm. 23 grudnia 1857 tamże) – francuski malarz i grafik.

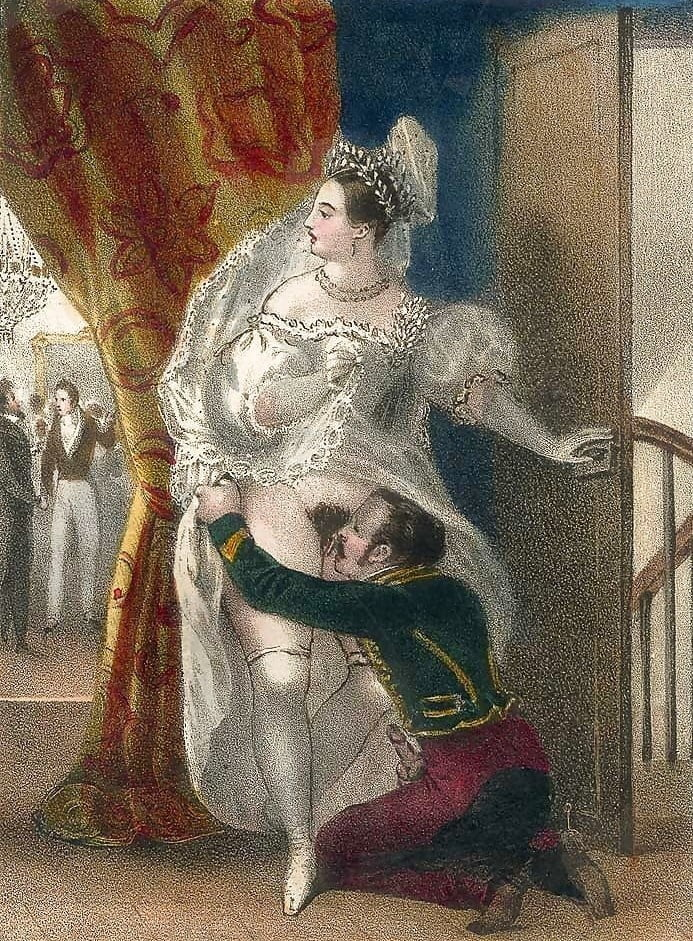
Jedna z erotycznych grafik Deverii

Był synem cywilnego pracownika Francuskiej Marynarki Wojennej, uczył się w Paryżu, jego nauczycielami byli Girodet Trioson i Louis Lafitte (1770–1828). Artysta zajmował się głównie litografią i akwarelą oraz rzadziej malarstwem olejnym.
Wykonał ponad 400 litograficznych portretów wybitnych postaci swojej epoki. Wśród portretowanych byli m.in. Alexandre Dumas, Prosper Mérimée, Walter Scott, Jacques-Louis David, Alfred de Musset, Honoré de Balzac, Théodore Géricault, Victor Hugo, Alphonse de Lamartine, Alfred de Vigny, Jane Stirling i Franz Liszt.
Devéria był także uznanym ilustratorem, wśród jego prac najczęściej wymieniane są ilustracje do Fausta Johanna Wolfganga von Goethego, Don Kichota Miguela de Cervantesa oraz utworów Jeana de La Fontaine’a, Charles’a Perraulta i Daniela Defoe. Sławę artyście przyniosły pornograficzne obrazki o libertyńskim przesłaniu.
Tworzył głównie akwarele. W 1849 roku został dyrektorem działu rycin Francuskiej Biblioteki Narodowej i asystentem kustosza departamentu egipskiego Luwru. W kolejnych latach uczył rysunku i litografii syna, Theodule’a Devérię, z którym od 1853 roku aż do śmierci pracował nad albumem rodzinnym, zamieszczając w nim portrety członków rodziny. Przed śmiercią Devéria przebywał w Egipcie, podróżował, wykonał rysunki i przepisywał teksty.
Liczne prace Achille’a Devérii znajdują się m.in. w Luwrze, Fine Arts Museums of San Francisco, J. Paul Getty Museum i Norton Simon Museum w Pasadenie.
Był bratem malarza historycznego Eugène’a Devérii.